# Kabinett Muldoon II

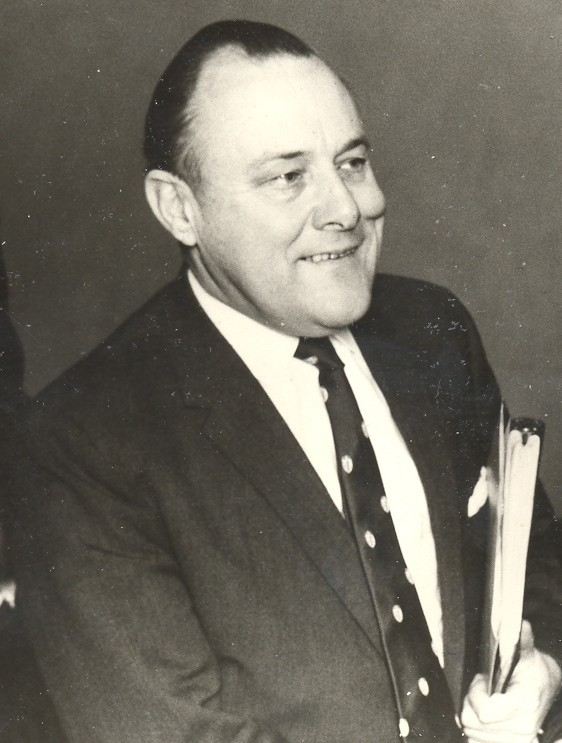
Robert Muldoon war von 1975 bis 1984 Premierminister von Neuseeland.

Das Kabinett Muldoon II war die Regierung von Neuseeland von 1978 bis 1981. Es wurde am 12. Dezember 1978 von Premierminister von Neuseeland Robert Muldoon von New Zealand National Party gebildet und löste das Kabinett Muldoon I ab. Es blieb bis zum 11. Dezember 1981 im Amt und wurde daraufhin vom Kabinett Muldoon III abgelöst.

## Minister
Dem Kabinett gehörten folgende Minister an:
| Amt | Name                           | Beginn der Amtszeit                | Ende der Amtszeit                  |
| --- | ------------------------------ | ---------------------------------- | ---------------------------------- |
| Premierminister Finanzminister                                                                                       | Robert Muldoon                 | 12. Dezember 1978                  | 11. Dezember 1981                  |
| Stellvertretender Premierminister                                                                                    | Brian Talboys Duncan MacIntyre | 12. Dezember 1978 4. März 1981     | 4. März 1981 11. Dezember 1981     |
| Außenminister Minister für Überseehandel                                                                             | Brian Talboys                  | 12. Dezember 1978                  | 11. Dezember 1981                  |
| Minister für Landwirtschaft und Fischerei                                                                            | Duncan MacIntyre               | 12. Dezember 1978                  | 11. Dezember 1981                  |
| Minister für Handel und Industrie                                                                                    | Lance Adams-Schneider          | 13. Dezember 1978                  | 11. Dezember 1981                  |
| Staatsminister und Minister für staatliche Dienste                                                                   | David Spence Thomson           | 13. Dezember 1978                  | 11. Dezember 1981                  |
| Minister für Gesundheit und Sozialfürsorge                                                                           | George Gair                    | 13. Dezember 1978                  | 11. Dezember 1981                  |
| Minister für Verteidigung und Polizei                                                                                | Frank Gill                     | 13. Dezember 1978                  | 21. August 1980                    |
| Verteidigungsminister                                                                                                | David Spence Thomson           | 21. August 1980                    | 11. Dezember 1981                  |
| Polizeiminister | Ben Couch                      | 28. August 1980                    | 11. Dezember 1981                  |
| Minister für Rundfunk                                                                                                | Hugh Templeton Warren Cooper   | 13. Dezember 1978 10. Februar 1981 | 10. Februar 1981 11. Dezember 1981 |
| Minister für Zölle und Statistik                                                                                     | Hugh Templeton                 | 13. Dezember 1978                  | 11. Dezember 1981                  |
| Immigrationsminister                                                                                                 | Jim Bolger Aussie Malcolm      | 13. Dezember 1978 10. Februar 1981 | 10. Februar 1981 11. Dezember 1981 |
| Arbeitsminister | Jim Bolger                     | 13. Dezember 1978                  | 11. Dezember 1981                  |
| Minister für Transport, Luftfahrt und Eisenbahnen                                                                    | Colin McLachlan                | 13. Dezember 1978                  | 11. Dezember 1981                  |
| Minister für öffentliche Arbeiten und Entwicklung                                                                    | Bill Young                     | 13. Dezember 1978                  | 11. Dezember 1981                  |
| Umweltminister | Venn Young                     | 13. Dezember 1978                  | 10. Februar 1981                   |
| Minister für Wissenschaft und Technologie                                                                            | William Birch                  | 13. Dezember 1978                  | 10. Februar 1981                   |
| Minister für Umwelt, Wissenschaft und Technologie                                                                    | Ian Shearer                    | 10. Februar 1981                   | 11. Dezember 1981                  |
| Minister für Land und Wälder                                                                                         | Venn Young                     | 13. Dezember 1978                  | 11. Dezember 1981                  |
| Minister für Inneres und Kommunalverwaltung Minister für Freizeit und Sport Minister für Zivilverteidigung und Kunst | Allan Highet                   | 13. Dezember 1978                  | 11. Dezember 1981                  |
| Minister für Energie und nationale Entwicklung                                                                       | William Birch                  | 13. Dezember 1978                  | 11. Dezember 1981                  |
| Minister für Tourismus und regionale Entwicklung                                                                     | Warren Cooper                  | 13. Dezember 1978                  | 10. Februar 1981                   |
| Tourismusminister | Derek Quigley                  | 10. Februar 1981                   | 11. Dezember 1981                  |
| Minister für regionale Entwicklung                                                                                   | William Birch                  | 10. Februar 1981                   | 11. Dezember 1981                  |
| Bildungsminister | Merv Wellington                | 13. Dezember 1978                  | 11. Dezember 1981                  |
| Generalstaatsanwalt und Justizminister                                                                               | Jim McLay                      | 13. Dezember 1978                  | 11. Dezember 1981                  |
| Wohnungsbauminister                                                                                                  | Derek Quigley                  | 13. Dezember 1978                  | 11. Dezember 1981                  |
| Generalpostmeister                                                                                                   | Ben Couch Warren Cooper        | 13. Dezember 1978 14. August 1980  | 14. August 1980 11. Dezember 1981  |
| Minister für Māori-Angelegenheiten                                                                                   | Ben Couch                      | 13. Dezember 1978                  | 11. Dezember 1981                  |

## Hintergrundliteratur
- James Oakley Wilson: New Zealand Parliamentary Record, 1840–1984, V.R. Ward, Government Printer, Wellington 1913, 4. Auflage  1985
- Barry Gustafson: The First 50 Years. A History of the New Zealand National Party, Reed Methuen, Auckland 1986, ISBN 0-474-00177-6.